# Легин, Валерий Петрович
Валерий Петрович Легин (укр. Валерій Петрович Легін; род. 1 апреля 1954, Львов) — советский и украинский актер театра и кино. Ведущий актёр Киевского академического Молодого театра. Народный артист Украины (2008).

## Биография
Родился в 1954 года на Львовщине.
В 1976 году окончил КНУТКиТ им. И.К. Карпенко-Карого (курс Николая Рушковского).
С 1976 по 1979 годы — актер Могилёвского театра драмы и Минского ТЮЗа. С 1979 года — актер Киевского Молодого театра, где служит и по сей день. С 1993 сотрудничает с Киевским экспериментальным театром НУКМА.
С начала 2000-х активно снимается в сериалах украинского, российского и совместного производства («Возвращение Мухтара», «Опер Крюк», «Охота на Вервольфа», «Ефросинья» и др.).

## Творчество

### Роли в театре
Киевский академический Молодой театр
1. 1980 — «...С весною я к тебе вернусь!» А. Казанцева (перевод Надежды Гордиенко-Андриановой); режиссёр Александр Заболотный — Павка Корчагин
2. 1980 — «За двумя зайцами» М. Старицкого; режиссёр Виктор Шулаков — Голохвастов
3. 1999 — «РЕхуВИлийЗОР» Н. Гоголя и Н. Кулиша; режиссёр Станислав Моисеев — Городничий
4. 2000 — «Трагедия Гамлета, принца датского» У. Шекспира; режиссёр Станислав Моисеев — Гамлет
5. 2001 — «Гедда Габлер» Г. Ибсена; режиссёр Станислав Моисеев — Левборг
6. 2003 — «Дядя Ваня» А. Чехова; режиссёр Станислав Моисеев — Астров
7. 2004 — «Маринованый аристократ» Ирены Коваль; режиссёр Станислав Моисеев — Старик
8. 2005 — «В моём конце моё начало» Ф. Шиллера; режиссёр Станислав Моисеев — Амиас Поулет
9. 2006 — «Московиада» Ю. Андруховича; режиссёр Станислав Моисеев — Черный чулок
10. 2016 — «Горе от ума» А. Грибоедова; режиссёр Андрей Билоус — Павел Афанасьевич Фамусов[1]
11. «Войцек» Г. Бюхнера — Войцек
12. «Диктатура совести» М. Шатрова — Андре Марти
13. «Зойкина квартира» М. Булгакова — Обольянинов
14. «Полет над гнездом кукушки» К. Кизи — МакМерфи
15. «Слово о полку Игореве» Я. Стельмаха по мотивам древнерусского произведения; режиссёр Виктор  Шулаков — Игорь

Киевский экспериментальный театр НУКМА
1. «Лысая певица» — миссис Смит
2. «Ожидая Годо» — Поццо

### Фильмография
- 1985 — Искупление (фильм-спектакль) — эпизод
- 1987 — Капитанша (фильм-спектакль) — эпизод
- 1987 — На своей земле — Боголюб
- 1990 — Буйная — Несуженый
- 1990 — Это мы, Господи! — капитан
- 1990 — Украинская вендетта — Илько в молодости
- 1991 — Крест милосердия — жандармский ротмистр Генисарецкий
- 1991 — Свеча — Владимир
- 1992 — В той области небес… — Степан
- 1992 — Мелодрама с покушением на убийство — Юрий
- 1992 — Ради семейного очага — поручик Игнатий Редлих
- 1995 — Атентат: Осеннее убийство в Мюнхене[укр.]
- 1995 — Казненные рассветы — эпизод
- 2001 — След оборотня[укр.] — Букольский
- 2002 — Кукла — Лев Сергеевич Левин
- 2002 — Под крышами большого города — Евгений
- 2004 — И мир меня не поймал. Григорий Сковорода — гайдамака
- 2004 — Любовь слепа — Вальтер фон Бок
- 2004 — Пепел Феникса — Марек Мишлевский
- 2005 — Братство — Николай Савич, отставной поручик
- 2005 — Возвращение Мухтара-2 — Степан, серия "Кое-что о кактусах"
- 2005 — Новый русский романс — незнакомец
- 2006 — А жизнь продолжается — Ярослав Иванович
- 2006 — Богдан-Зиновий Хмельницкий — шляхтич на пиру
- 2006 — Вернуть Веру — тренер
- 2006 — Городской романс — полковник Санаев
- 2006 — Девять жизней Нестора Махно — Черныш
- 2006 — Опер Крюк — Меченный
- 2006 — Пять минут до метро — Владлен
- 2006 — Утёсов. Песня длиною в жизнь — эпизод
- 2007 — Расплата за грехи — полковник Санаев
- 2007 — Девы ночи — эпизод
- 2007 — Здравствуйте Вам! — Борис, приятель Андрея
- 2007 — Ликвидация — костистый человек
- 2007 — Ситуация 202. Особый период — акционер
- 2007 — Смерть шпионам! — Хиршмайер
- 2008 — За всё тебя благодарю-3 — эпизод
- 2008 — Красный лотос — Андрей Валерьянович Гончаров
- 2008 — Уроки обольщения — эпизод
- 2008 — Хорошие парни — Игорь Степанов, «Сухой»
- 2009 — Лабиринты лжи — Иннокентий Афанасьевич, парапсихолог
- 2009 — Охота на Вервольфа — Ганс
- 2009 — При загадочных обстоятельствах — Александр Владимирович Мережко, полковник КГБ
- 2009 — Третьего не дано — немецкий генерал Фридрих Флик
- 2009 — Чудо — Михаил Сергеевич, экстрасенс
- 2010 — Брат за брата— криминальный авторитет «Грач»
- 2010 — Маршрут милосердия — Иван Иванович (89-я серия)
- 2010 — Паршивые овцы — генерал-майор Зориков
- 2010—2013 — Ефросинья — прокурор Саврасов
- 2011 — Доярка из Хацапетовки—3 — Геннадий Петрович Погодин
- 2011 — Зарево
- 2011 — Картина мелом — Николай Приходько, бизнесмен
- 2011 — Костоправ — шеф Стасова
- 2011 — Кто кому кто — Сеня
- 2011 — Маленькая танцовщица
- 2011 — Пончик Люся — криминальный авторитет
- 2011 — Пусть говорят — Вячеслав Ильич
- 2011 — Ялта-45 — британский офицер
- 2011 — Я тебя никогда не забуду — Аркадий Семёнович Проваторов, полковник МВД
- 2012 — Анна Герман. Тайна белого ангела — Евгений Матвеев
- 2012 — Кордон следователя Савельева — Борис Евгеньевич Белов, коллекционер
- 2012 — Лекции для домохозяек — Виктор Иванович Воропаев, отец Кости
- 2012 — Лист ожидания — Юрий Владимирович Нестеренко
- 2012 — Порох и дробь — Титаренко, член Союза ветеранов Афганистана
- 2012 — Счастливый билет — эпизод
- 2012—2013 — Сваты 6 — преподаватель
- 2013 — Женский доктор-2 — Иван Петрович Федосеев (56-я серия)
- 2013 — Ломбард — Феликс
- 2013 — Тени незабытых предков — эпизод
- 2013 — Убить дважды — отец Игоря
- 2014 — Дело для двоих — Зеленский
- 2015 — Пёс — Кощей
- 2019 — Судья — Платон Валентинович Щербинский
- 2019 — Прятки — Леонид Шумов

### Дубляж
- 1995 — История игрушек — Спиралька (украинский дубляж)
- 1999 — История игрушек 2 — Спиралька (украинский дубляж)
- 2003 — В поисках Немо — Чавк (украинский дубляж)
- 2007 — Симпсоны в кино — Клоун Красти; Жирный Тони; Мэр Куимби; Мистер Бернс (украинский дубляж)
- 2008 — Вольт — Зеленоглазый (украинский дубляж)
- 2011 — Тачки 2 — Дядя Тополино (украинский дубляж)

## Награды и премии
- 1994 — Заслуженный артист Украины[2];
- 1998 — премия «Киевская пектораль» в номинации «Лучшая женская роль» (миссис Смит, пьеса «Лысая певица»);
- 2005 — на фестивале «Славянские встречи» в Чернигове получил награду за лучшее исполнение мужской роли (Старик, пьеса «Маринованный аристократ») ;
- 2008 — Народный артист Украины[3].